# Daily Planet (dom publiczny)
Daily Planet – licencjonowany dom publiczny w Melbourne w Australii.
Pojawił się w mediach w 2003, kiedy został jednym z pierwszych tego typu przedsięwzięć notowanych na giełdzie papierów wartościowych. Lokal zdobył nagrodę Australian Adult Industry Award w kategorii Najlepszy Dom Publiczny w latach 2004–2008.
Lokal liczący 18 pokoi zlokalizowany jest przy 9 Horne Street w Elsternwick na południowych przedmieściach Melbourne. Został założony w 1975 przez John Trimble, który pozostaje jego właścicielem. Andrew Harris, który pełnił rolę prezesa firmy w latach 2002–2006, stwierdził w 2002 roku, iż działalność przynosi roczny zysk w wysokości 2 mln dolarów australijskich.
W 2003 roku działalność domu publicznego została formalnie rozdzielona od własności nieruchomości a firma Daily Planet Ltd., będąca właścicielem nieruchomości i dzierżawcą budynku w stosunku do domu publicznego zadebiutowała na australijskiej giełdzie papierów wartościowych.